# Straubing (zámek)
Straubing (počeštěně Štrubina) je zámek v bavorském městě Straubing v Německu.

## Historie
Nejstarší vévodské sídlo ve městě stálo pravděpodobně od roku 1255 na severozápadním okraji města. Stavba zámku na dnešním místě byla započata roku 1356 vévodou Albrechtem I. Od roku 1373 do 1393 byla budována ve východním křídlu zámecká kaple sv. Sigismunda. Po vymření straubingské rodové linie roku 1425 padl zámek do rukou vévodství. Roku 1739 dostal zámek barokní fasádu. Za první a druhé světové války byl zámek využíván jako kasárna. V 90. letech 20. století byly provedeny nejdůležitější renovační práce. Roku 2017 byla ukončena rekonstrukce interiérů.

## Galerie

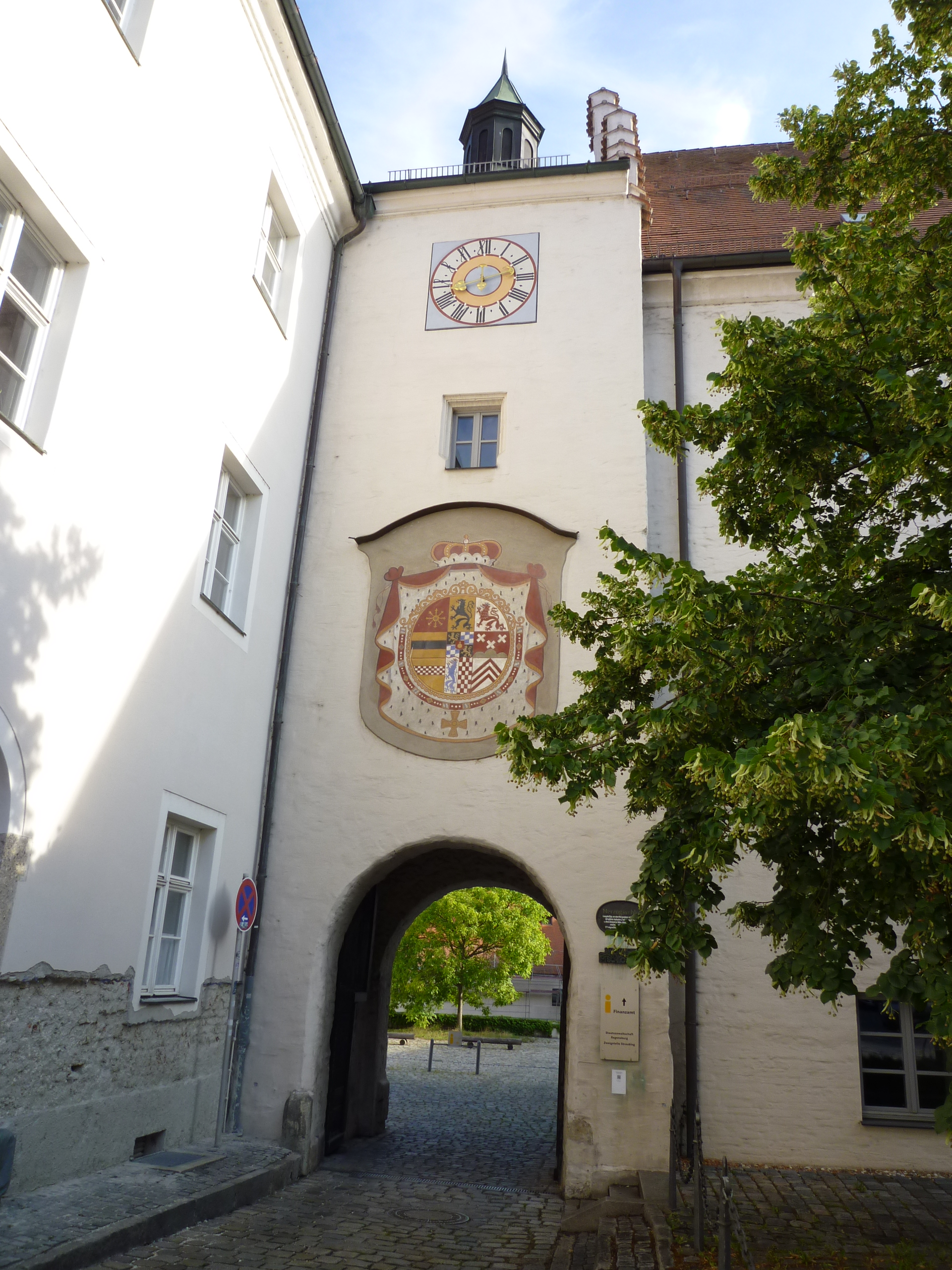
Vjezdová brána
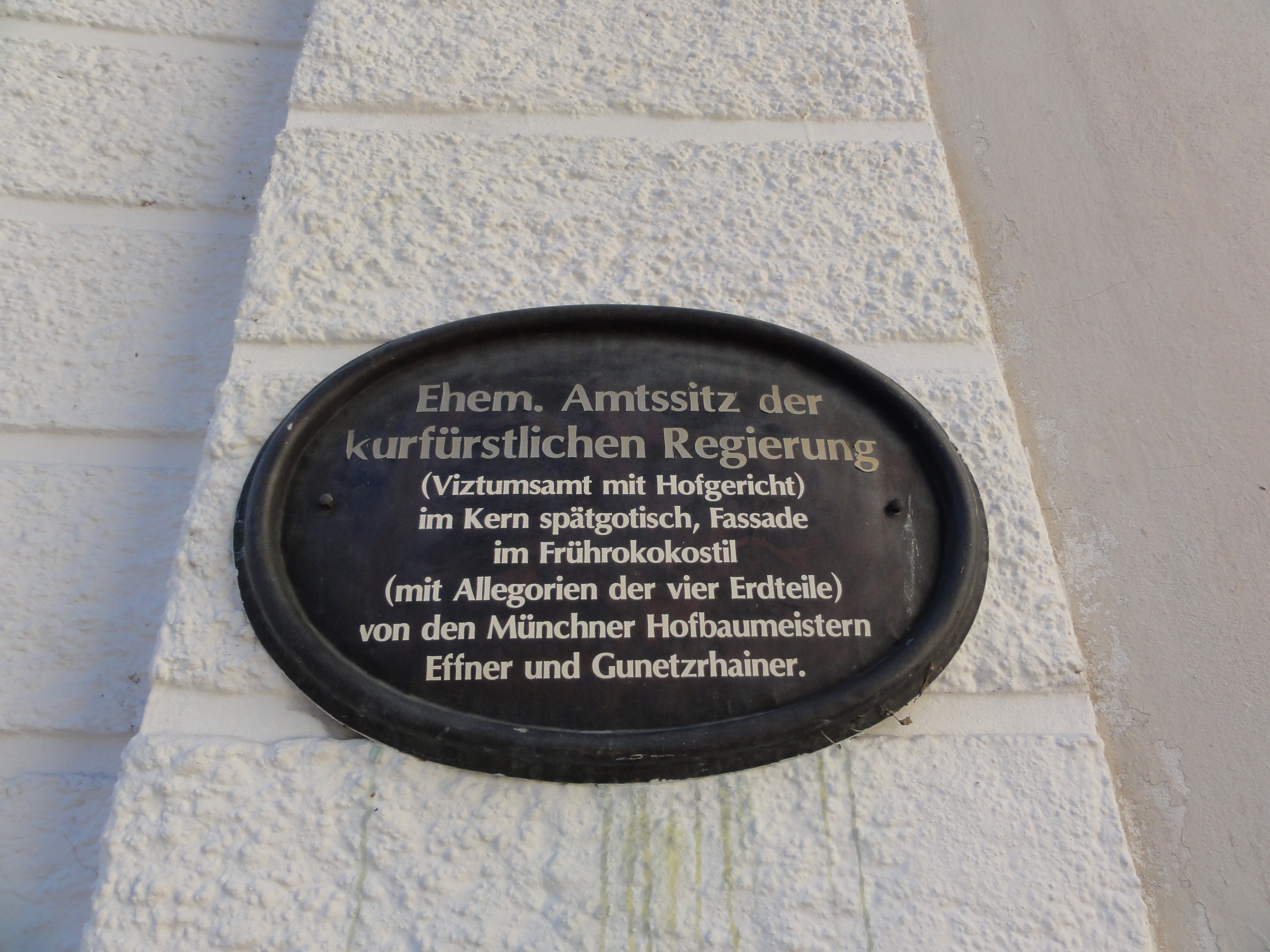
Cedule
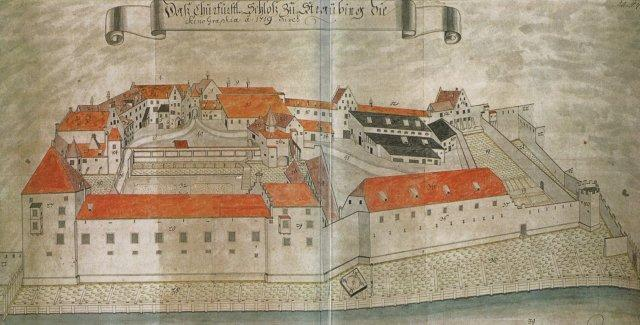
Dobový nákres zámku
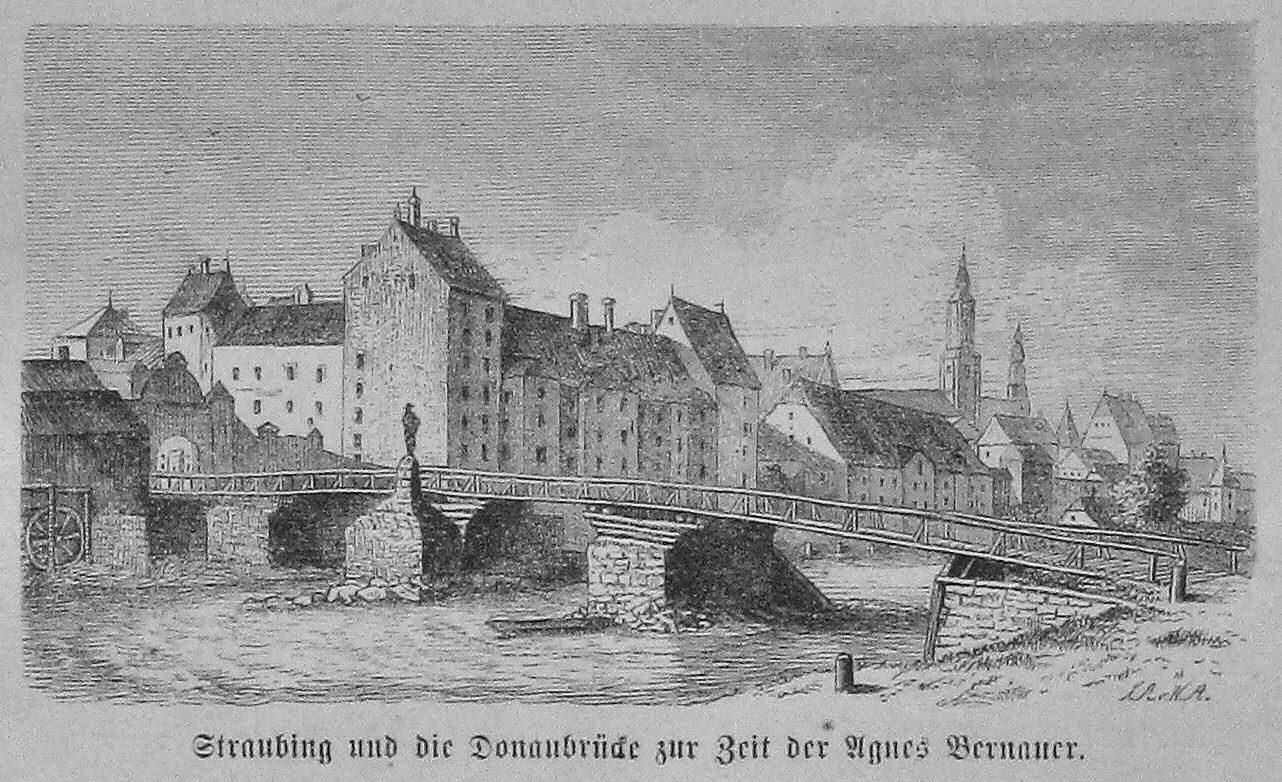
Zámek v roce 1873